# NGC 2295
NGC 2295 è una galassia a spirale vista di taglio e situata nella costellazione del Cane Maggiore, a una distanza di circa 86 milioni di anni luce dalla nostra Via Lattea.

## Scoperta
La galassia è stata scoperta il 2 febbraio 1835 dall'astronomo britannico John Herschel.

## Descrizione
NGC 2295 ha una classe di luminosità I-II.